# Lindera obtusiloba
Espèce
Classification phylogénétique
Lindera obtusiloba est une espèce de plantes à fleurs de la famille des Lauracées. C'est un petit arbre originaire d'Asie de l'Est.
Nom chinois : 三桠乌药; nom coréen : 생강나무; nom Japonais : ダンコウバイ.

## Position taxinomique
Cet arbre a été décrit par Carl Ludwig Blume en 1851 à partir d'un échantillon en provenance de Chine.
En 1891, Carl Ernst Otto Kuntze déplace cette plante dans le genre Benzoin : Benzoin obtusilobum (Blume) Kuntze : cette modification n'est maintenant plus reconnue (le genre n'est plus valide).
Un synonyme est signalé : Lindera cercidifolia Hemsl.
Lindera obtusiloba compte des variétés et formes botaniques :
- Lindera obtusiloba var. heterophylla (Meisn.) H.B.Cui (1982) - synonyme : Lindera heterophylla Meisn.
- Lindera obtusiloba f. ovata (Nakai) T. B.Lee (1966) - non reconnue : voir Lindera obtusiloba - synonyme : Benzoin obtusilobum f. ovatum Nakai
- Lindera obtusiloba var. praetermissa (Grierson & D.G. Long) H.B.Cui (1978) - synonyme : Lindera praetermissa Grierson & D.G.Long
- Lindera obtusiloba f. quinqueloba (Uyeki) C.M.Pak (1996) - synonyme : Benzoin obtusilobum f. quinquolobum Uyeki
- Lindera obtusiloba var. villosa Kosterm. (1974)
- Lindera obtusiloba f. velutina T.B.Lee- non reconnue : voir Lindera obtusiloba

## Description
C'est un petit arbre de 3 à 10 m de haut. Sa croissance est d'autant plus arborescente qu'il croit dans un milieu ombragé, fermé ou semi-fermé.
Ses feuilles, caduques, sont trilobées de manière irrégulière (caractéristique de l'espèce) et prennent une jolie coloration jaune à l'automne.
Les fleurs sont jaunes et parfumées. Comme la majorité des espèces du genre, les fleurs mâles, à 6 tépales, portent 9 étamines.
Le fruit est une petite drupe de 8 mm de long sur 6 de large, rouge à maturité.
Cette espèce compte 12 chromosomes.

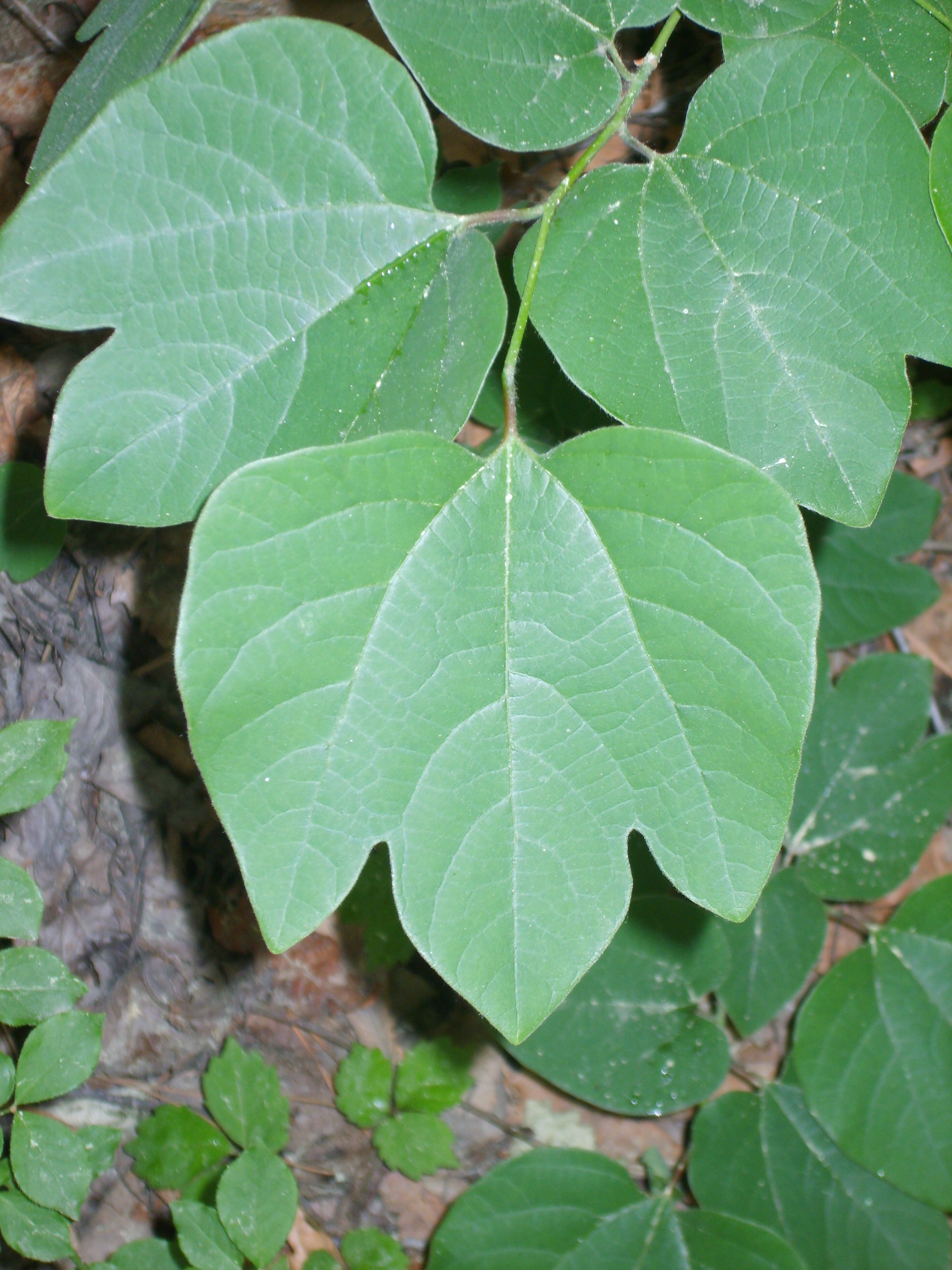
Feuilles.
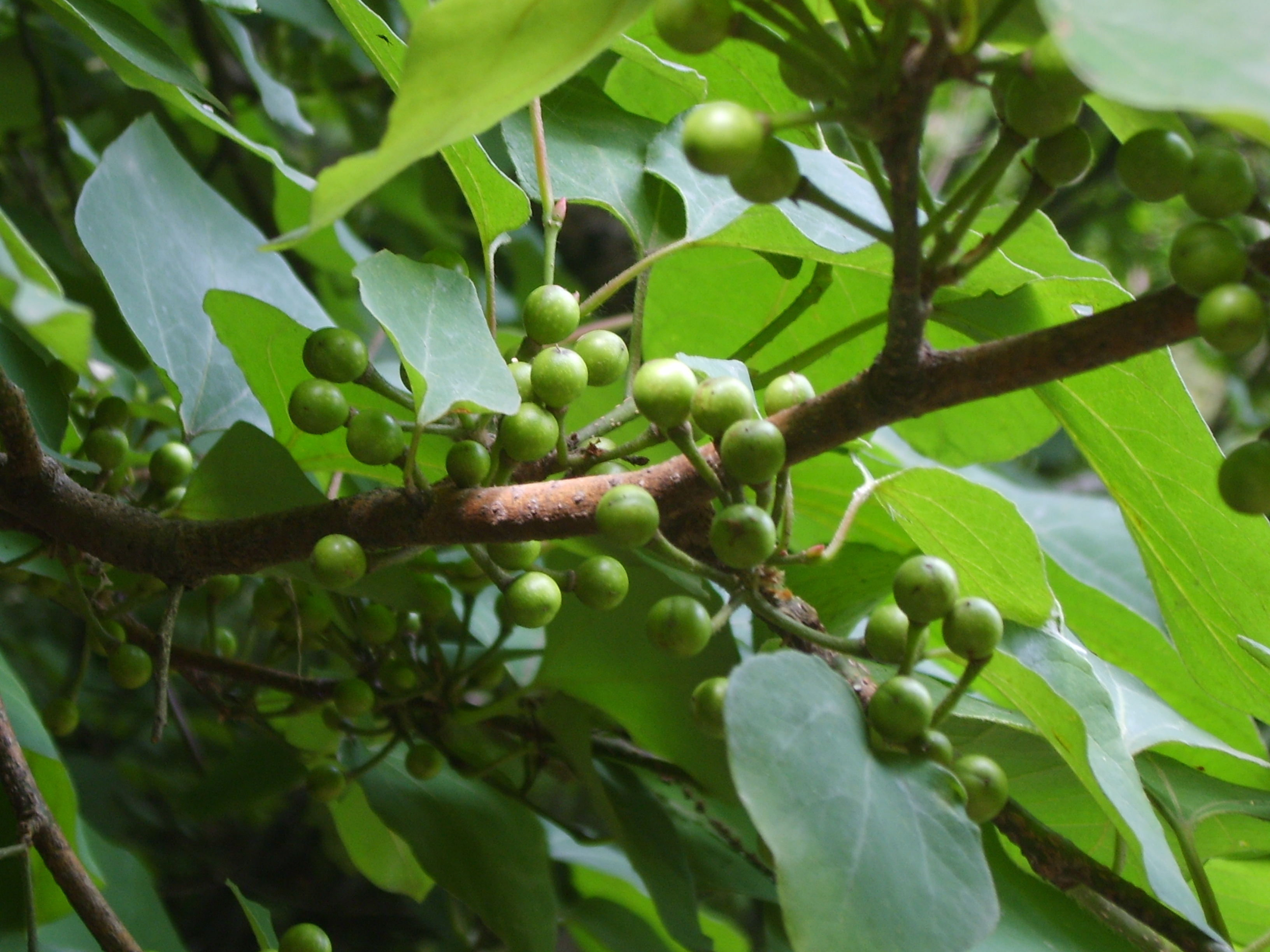
Fruits verts.
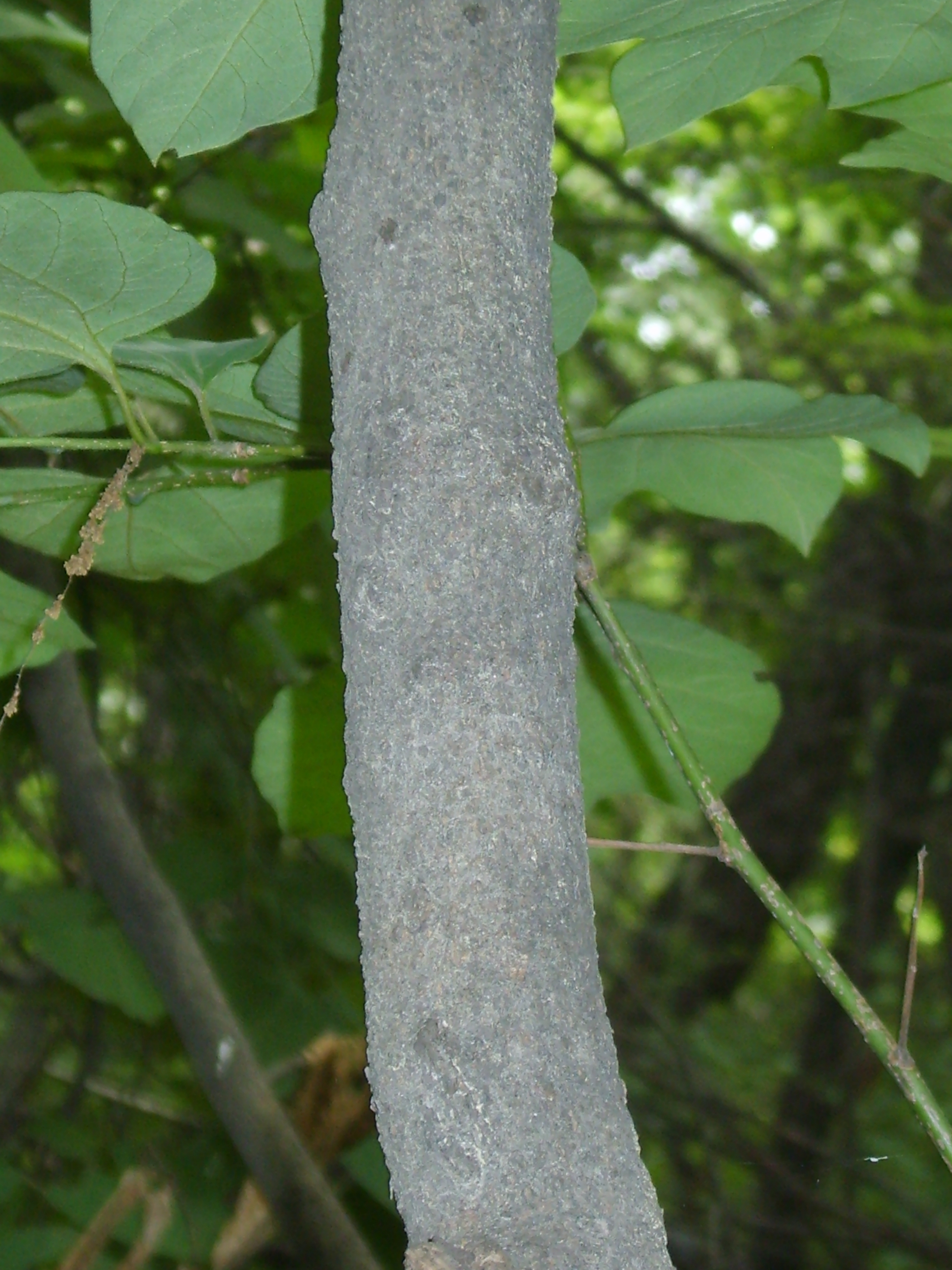
Écorce.
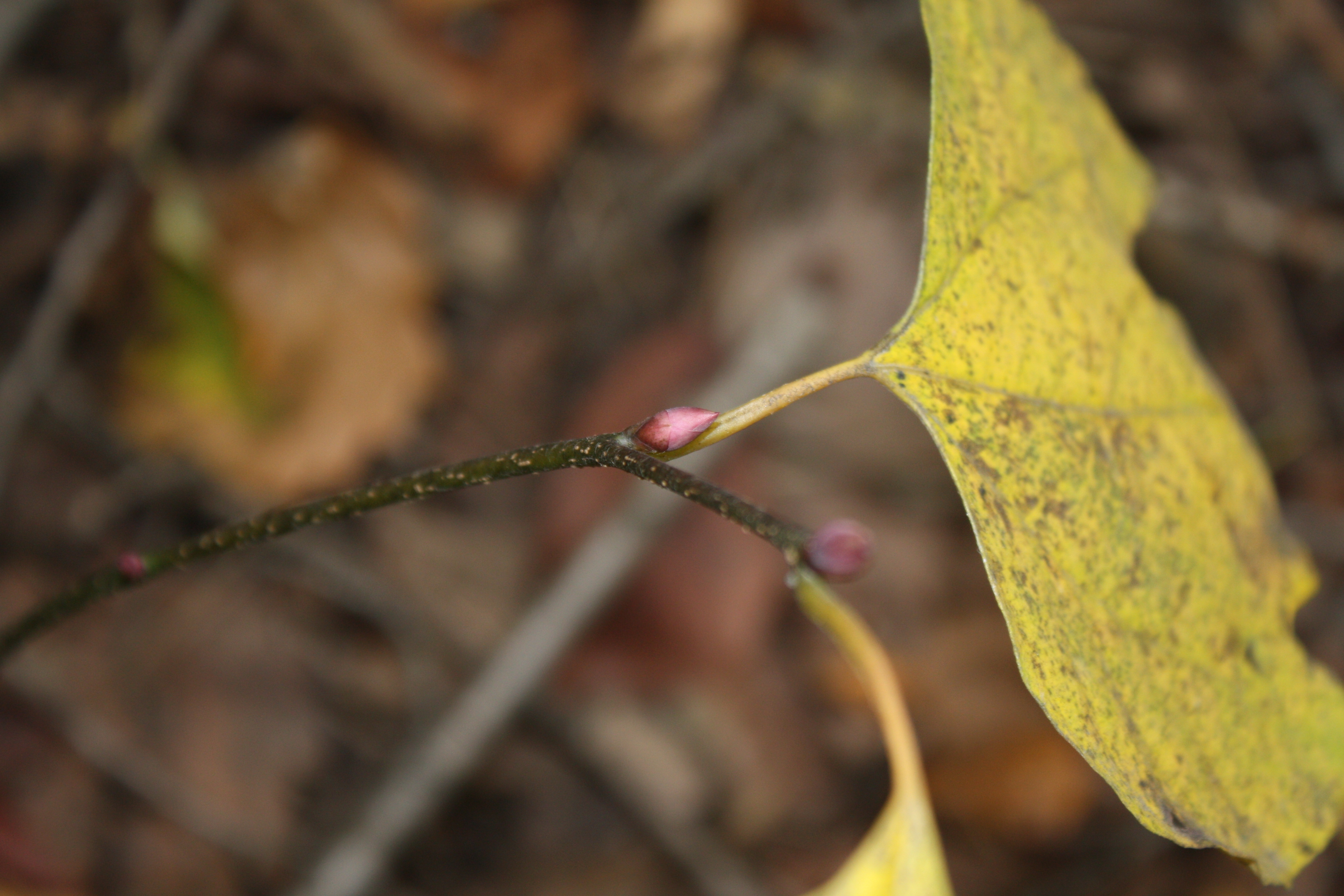
À l'automne.

## Distribution
Son aire naturelle est très vaste : une grande partie de la Chine -  Anhui, Fujian, sud Gansu, Henan, Hubei, Hunan, Jiangsu, Jiangxi, sud Liaoning, sud Shaanxi, est Shandong, Sichuan, Xizang, nord-ouest du Yunnan, Zhejiang -, le Bhoutan, l'Inde, le Japon, la Corée et le Népal.

## Utilisation
L'huile extraite des fruits est utilisée en médecine traditionnelle comme anti-inflammatoire. Des propriétés antiadipeuses viennent d'être découvertes en Allemagne.
Il s'agit par ailleurs d'une jolie plante d'ornement, pour sa floraison et sa couleur automnale.